# Leptostylus pygialis
Leptostylus pygialis là một loài bọ cánh cứng trong họ Cerambycidae.